# 城山の戦い
城山の戦い（しろやまのたたかい）は、1877年（明治10年）9月24日に当時劣勢であった西郷隆盛率いる薩摩藩士族と山縣有朋、川村純義率いる大日本帝国陸軍との間で鹿児島県鹿児島府の城山で行われた西南戦争の決戦。
この戦いで西郷陣営は全滅し、日本最後の内乱となった西南戦争が終結した。

## 戦局

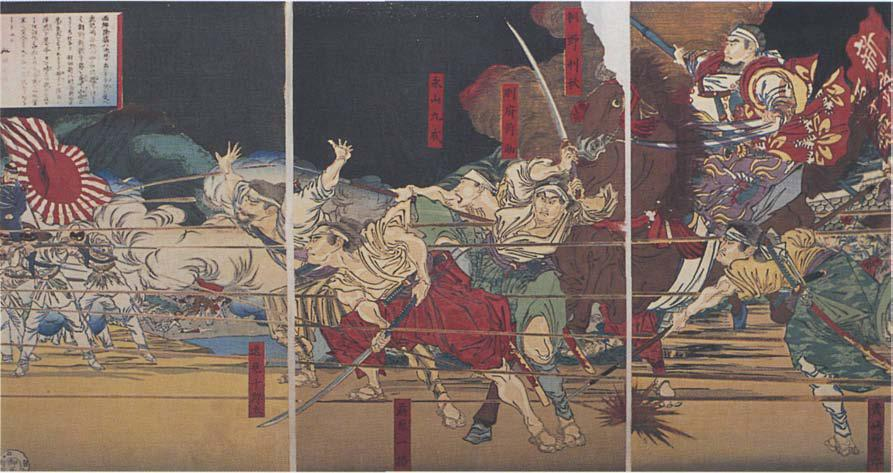
西郷が薩摩軍最後の残党を率いて、決死の覚悟で特攻する。

1877年9月1日、熊本城での攻防戦など九州各地の戦いに敗れた西郷陣営は薩摩に撤退し、鹿児島を見下ろすことができる城山を占拠した。
まもなく山縣有朋率いる陸軍と川村純義率いる海軍が到着し、西郷陣営はたちまち包囲された。西郷陣営は熊本城での敗戦からわずか6週間の間に、離反者と戦闘による損失が重なり、帝国陸軍の3万に対し、戦力が約2万から約500までに縮小していた。
山縣は西郷に大差をつけながらも、要塞を次々と築き城山の包囲体制を確立し、さらに軍艦5隻を使用して砲撃を行うことで、防衛力を低下させることに成功した。また脱走を防ぐために、全方位からの攻撃を命じ、敵と交戦中の陣には味方の損害状況に関わらず攻撃を加えるよう命じた。
9月23日、川村は西郷陣営に無条件降伏を要求し、また西郷を差し出すなら命は助けるが、午後5時までに返答がなければ陣地を攻撃することを予告した。
結果返答はなく、砲撃が開始され、激しい砲撃に西郷陣営は壊滅的な打撃を受けた。西郷は、スナイドル銃などの限られた装備で応戦しようとするが、決定的に弾薬が不足しており、金属製の像を溶かして弾丸を作り、大工用ののこぎりで修繕するなどの手段を取らざるを得ないほどであった。
夜通し砲撃を行った後、山縣陣営は午前4時、陣に攻め込んだ。西郷陣営は激しい銃撃を受けながら、近接戦闘の訓練を受けていない陸軍の隊列に突進していった。結果、わずか数分で、一時組織だった隊列は乱れ、高度な剣術が、訓練をほとんど受けていない陸軍戦力を打ち負かした。だが、練度の差はあれど戦力差が圧倒的に劣っていた西郷陣営は、最終的に撤退することとなった。
西郷は大腿動脈と腹部に重傷を負い、別府晋介に担がれ、切腹を行う場所を探しながら下山した。別府は介錯として西郷の首を切り落とし、敵に見つからないように隠した。しかし、急いで首を切ったため、西郷の髪の毛が残っており、その首が苦力によって発見された。
西郷の死後、別府は指揮を執っていたが自決し、弾薬が不足している中残りの侍たちも刀を抜いて下山し討ち死にした。これにより西南戦争は終結した。

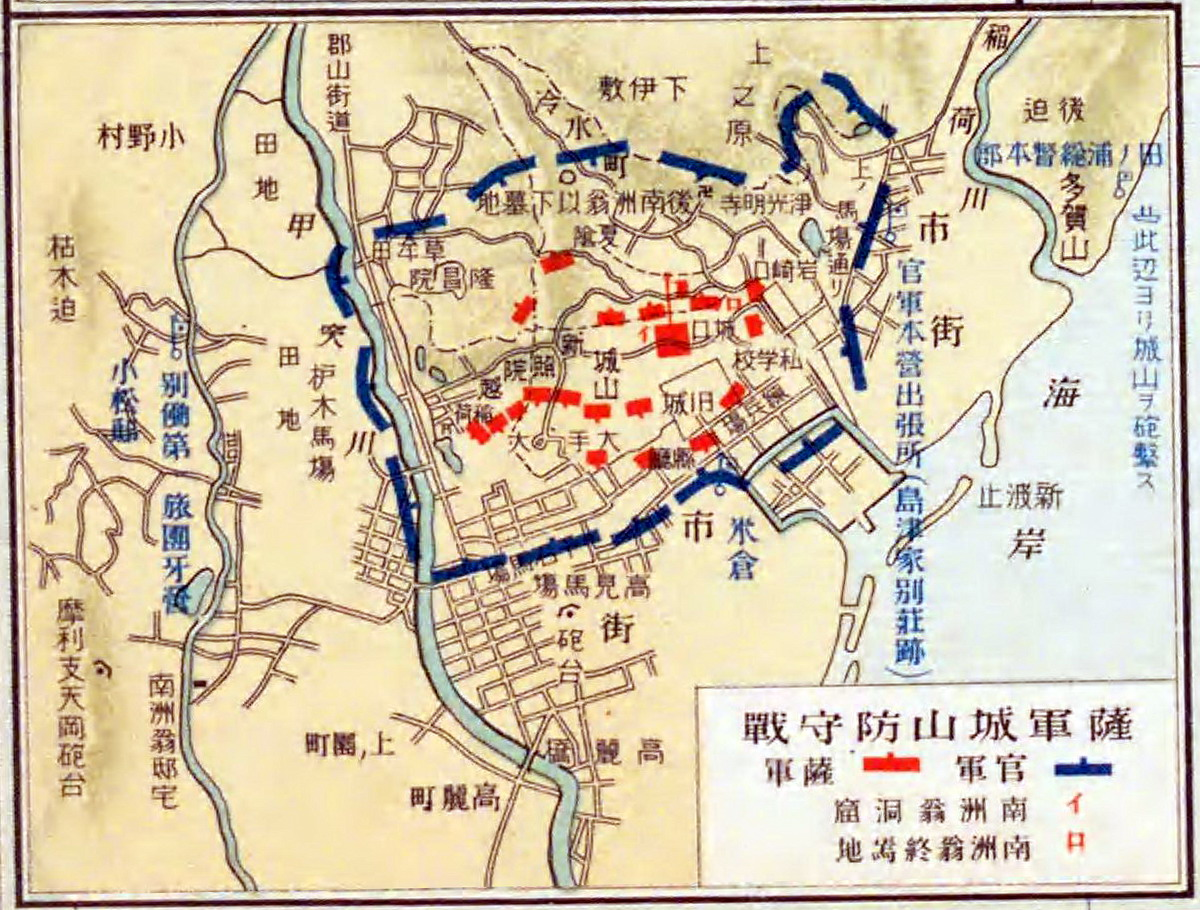
城山の戦いの戦況図
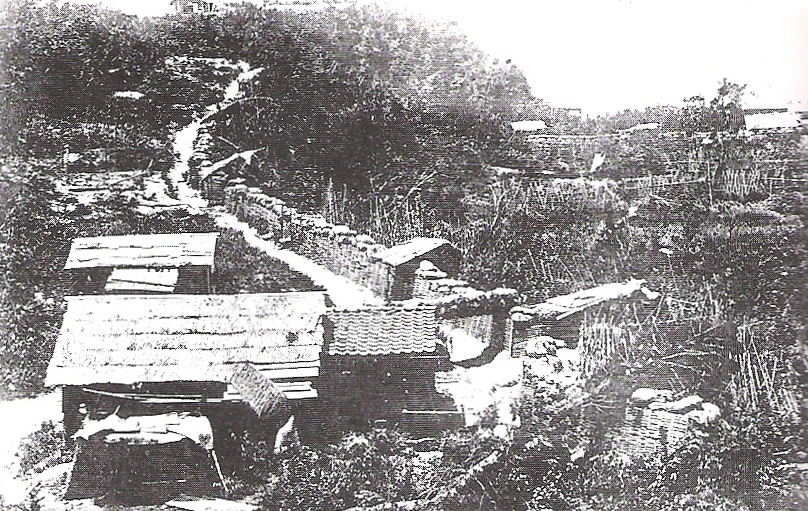
城山を包囲する大日本帝国陸軍

## 影響
西南戦争の終結には、総額4億2000万円の費用がかかり、これにより日本は金本位制を脱し、政府は紙幣を発行するようになった。
また西南戦争により、1877年2月4日に地租を3%から2.5%に引き下げる法が成立され、さらに日本の年間支出は6億8500万円から5億1250万円に減少し、日本の国家債務は14億円から35億円に増加することとなった。
終結後、平民の徴兵で作られた大日本帝国陸軍の戦力が実戦で証明されたことにより、武士階級は事実上消滅した。武士の敗北により、近代的な大砲や小銃の戦力が示された。
1889年（明治22年）、西郷は死後恩赦された。その後上野公園や鹿児島城跡にある西郷隆盛の銅像が、西郷隆盛を後世に伝えるため建造された。
西郷隆盛は市民から「悲劇のヒーロー」と呼ばれ、その行動は武士道や大和魂の誉れ高い例とされた。